# Conophorus greeni
Conophorus greeni är en tvåvingeart som beskrevs av Austen 1936. Conophorus greeni ingår i släktet Conophorus och familjen svävflugor.
Artens utbredningsområde är Cypern. Inga underarter finns listade i Catalogue of Life.